# Giulia Gwinn
Giulia Gwinn (Ailingen, 2 de juliol de 1999) és una futbolista alemanya que juga com a migcampista al Bayern de Múnic de la Bundesliga Femenina de Futbol.

## Trajectòria
Gwinn va començar a jugar a futbol a l'edat de vuit anys al TSG Ailingen i després al VfB Friedrichshafen. El 2009, va començar un període de cinc anys al FV Ravensburg i, més endavant, al SV Weingarten.
La temporada 2015-16, Gwinn va fitxar pel SC Friburg de la Bundesliga a l'edat de 16 anys. El 13 de setembre de 2015, en la tercera jornada de lliga, va debutar a casa contra l'1. Fußball-Club Köln.
El maig de 2016, va guanyar l'Euro Sub 17 a Belarús després d'una tanda de penals contra la selecció femenina de futbol sub-17 d'Espanya. Les quatre jugadores del SC Friburg a la selecció van contribuir amb 7 dels 10 gols d'Alemanya al torneig.
El 14 de maig de 2019, Gwinn va ser convocada per a la Copa del Món Femenina de Futbol de 2019 amb la selecció d'Alemanya. En el seu debut va assegurar la victòria per a Alemanya en el primer partit en marcar l'únic gol a la fase de grups contra Xina. A més va ser designada millor jugadora del partit.

## Palmarès
| Títol               | Club            | País     | Any     |
| ------------------- | --------------- | -------- | ------- |
| Bundesliga Femenina | Bayern de Múnic | Alemanya | 2020-21 |

| Títol                    | Equip               | Seu     | Any  |
| ------------------------ | ------------------- | ------- | ---- |
| Campionat Europeu Sub-17 | Selecció d'Alemanya | Belarús | 2016 |